# Kjellbergnuten
Der Kjellbergnuten ist ein kleiner und felsiger Berg im ostantarktischen Königin-Maud-Land. Im südlichen Teil des Borg-Massivs ragt er 6 km westlich des Ryvingen am Kopfende des Frostlendet auf.
Norwegische Kartographen kartierten ihn anhand von Luftaufnahmen und Vermessungen der Norwegisch-Britisch-Schwedischen Antarktisexpedition (1949–1952). Namensgeber ist Sigvard Kjellberg, Luftbildfotograf der norwegischen Fliegereinheit bei dieser Forschungsreise.